# سیل ۲۰۱۱ چین

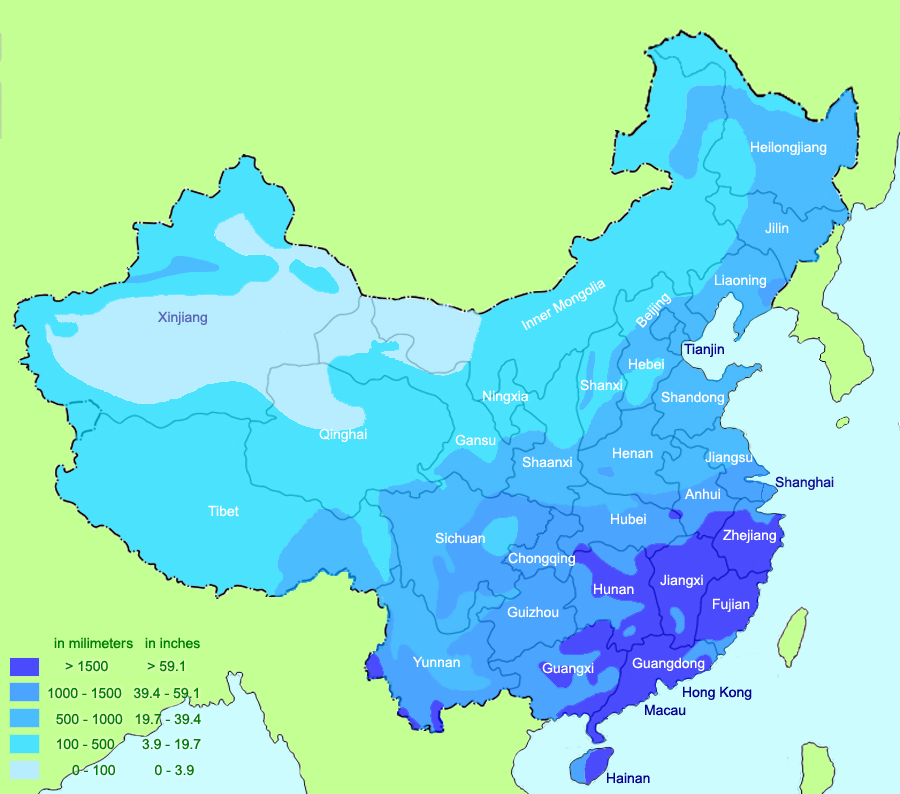
مناطق سیل زده چین بر حسب شدت

سیل چین در سال ۲۰۱۱ سیلی است که در بخش‌های مرکزی و جنوبی جمهوری خلق چین روی داد. منشأ این سیل بارش باران شدیدی است که ۱۲ استان این کشور را به‌شدّت تحت تأثیر قرار داده‌بود. سایر استان‌های چین هنوز با خشکسالی طولانی‌مدت دست و پنجه نرم می‌کنند. برآورد می‌شود که این سیل تاکنون افزون بر ۱۰ میلیون نفر را متأثّر کرده و در حدود ۳٫۳ میلیارد دلار آمریکا زیان اقتصادی مستقیم بر کشور چین وارد آورده‌است.